# Superprestige veldrijden 2017-2018
De Superprestige veldrijden 2017-2018 (officieel: Telenet Superprestige 2017-2018) was het 36ste seizoen van het regelmatigheidscriterium in het veldrijden. De Superprestige werd georganiseerd door de Verenigde Veldritorganisatoren en bestond uit crossen in België en Nederland. De GP Région Wallonne in Spa-Francorchamps verdween dit seizoen van de kalender en werd vervangen door de Niels Albert CX in Boom. Bij de mannen was Mathieu van der Poel de verdedigende kampioen, bij de vrouwen Sanne Cant. Allebei wisten ze hun titel te prolongeren.

## Puntenverdeling
Punten werden toegekend aan alle crossers die in aanmerking kwamen voor Superprestige-punten. De top vijftien ontving punten aan de hand van de volgende tabel:
| Positie | 1  | 2  | 3  | 4  | 5  | 6  | 7 | 8 | 9 | 10 | 11 | 12 | 13 | 14 | 15 |
| Punten  | 15 | 14 | 13 | 12 | 11 | 10 | 9 | 8 | 7 | 6  | 5  | 4  | 3  | 2  | 1  |

## Mannen elite

### Kalender en podia
| Datum      | Locatie                               | Cat. | Eerste               | Tweede         | Derde                  | Leider in het klassement |         |
| ---------- | ------------------------------------- | ---- | -------------------- | -------------- | ---------------------- | ------------------------ | ------- |
| 01/10/2017 | Cyclocross Gieten, Gieten             | C1   | Mathieu van der Poel | Wout van Aert  | Laurens Sweeck         | Mathieu van der Poel     | details |
| 15/10/2017 | Cyclocross Zonhoven, Zonhoven         | C1   | Mathieu van der Poel | Wout van Aert  | Lars van der Haar      | Mathieu van der Poel     | details |
| 21/10/2017 | Niels Albert CX, Boom                 | C2   | Wout van Aert        | Laurens Sweeck | Lars van der Haar      | Wout van Aert            | details |
| 29/10/2017 | Cyclocross Ruddervoorde, Ruddervoorde | C1   | Mathieu van der Poel | Wout van Aert  | Lars van der Haar      | Mathieu van der Poel     | details |
| 12/11/2017 | Cyclocross Asper-Gavere, Gavere       | C1   | Wout van Aert        | Toon Aerts     | Mathieu van der Poel   | Wout van Aert            | details |
| 30/12/2017 | Cyclocross Diegem, Diegem             | C1   | Mathieu van der Poel | Wout van Aert  | Laurens Sweeck         | Wout van Aert            | details |
| 11/02/2018 | Vlaamse Aardbeiencross, Hoogstraten   | C1   | Mathieu van der Poel | Laurens Sweeck | David van der Poel     | Mathieu van der Poel     | details |
| 17/02/2018 | Noordzeecross, Middelkerke            | C1   | Mathieu van der Poel | Tim Merlier    | Michael Vanthourenhout | Mathieu van der Poel     | details |

### Eindstand
| Pos. | Renner                 | Team                                    | GIE | ZON | BOO | RUD | GAV | DIE | HOO | MID | Punten |
| ---- | ---------------------- | --------------------------------------- | --- | --- | --- | --- | --- | --- | --- | --- | ------ |
| 1    | Mathieu van der Poel   | Beobank-Corendon                        | 1   | 1   | 4   | 1   | 3   | 1   | 1   | 1   | 115    |
| 2    | Wout van Aert          | Crelan-Charles/Veranda's Willems-Crelan | 2   | 2   | 1   | 2   | 1   | 2   | 6   | –   | 96     |
| 3    | Laurens Sweeck         | ERA-Circus                              | 3   | 5   | 2   | 5   | DNF | 3   | 2   | 6   | 86     |
| 4    | Lars van der Haar      | Telenet-Fidea Lions                     | 4   | 3   | 3   | 3   | 6   | 13  | 11  | 5   | 80     |
| 5    | Toon Aerts             | Telenet-Fidea Lions                     | 9   | 8   | 7   | 4   | 2   | 4   | 7   | 7   | 80     |
| 6    | Quinten Hermans        | Telenet-Fidea Lions                     | 5   | 6   | 6   | 13  | 7   | 10  | 13  | 14  | 54     |
| 7    | Tim Merlier            | Crelan-Charles/Veranda's Willems-Crelan | 12  | 13  | 9   | 8   | 14  | 12  | 5   | 2   | 53     |
| 8    | Kevin Pauwels          | Marlux-Napoleon Games                   | 7   | 12  | 8   | 10  | 8   | 6   | 16  | 9   | 52     |
| 9    | Michael Vanthourenhout | Marlux-Napoleon Games                   | DNF | DNF | 12  | 6   | 9   | 11  | 4   | 3   | 51     |
| 10   | David van der Poel     | Beobank-Corendon                        | 13  | 4   | DNF | 9   | 18  | 8   | 3   | 8   | 51     |
| 11   | Tom Meeusen            | Beobank-Corendon                        | 11  | 11  | 18  | 23  | 5   | 7   | 9   | 4   | 49     |
| 12   | Jens Adams             | Pauwels Sauzen-Vastgoedservice          | 8   | 9   | 5   | 14  | 11  | 14  | 12  | 11  | 44     |
| 13   | Michael Boroš          | Pauwels Sauzen-Vastgoedservice          | 19  | 7   | 10  | 12  | 16  | 9   | 22  | 24  | 26     |
| 14   | Gianni Vermeersch      | Steylaerts-Betfirst                     | 6   | 17  | 16  | 11  | DNF | DNF | 8   | 15  | 24     |
| 15   | Diether Sweeck         | ERA-Circus                              | 10  | 10  | 21  | 22  | 12  | 20  | DNF | –   | 16     |
| 16   | Klaas Vantornout       | Marlux-Napoleon Games                   | –   | DNF | –   | 16  | 4   | –   | –   | 20  | 12     |
| 17   | Marcel Meisen          | Steylaerts-Betfirst                     | –   | –   | –   | –   | DNF | 5   | 25  | 19  | 11     |
| 18   | Wietse Bosmans         | ERA-Circus                              | –   | –   | –   | –   | –   | –   | 10  | 12  | 10     |
| 19   | Eli Iserbyt            | Marlux-Napoleon Games                   | 16  | 21  | –   | 7   | DNF | 26  | –   | –   | 9      |
| 20   | Dieter Vanthourenhout  | Marlux-Napoleon Games                   | 17  | 15  | 11  | 17  | DNF | DNF | 17  | 13  | 9      |

## Vrouwen elite

### Kalender en podia
| Datum      | Locatie                               | Cat. | Eerste          | Tweede                 | Derde             | Leidster in het klassement |         |
| ---------- | ------------------------------------- | ---- | --------------- | ---------------------- | ----------------- | -------------------------- | ------- |
| 01/10/2017 | Cyclocross Gieten, Gieten             | C1   | Maud Kaptheijns | Nikki Brammeier        | Sophie de Boer    | Maud Kaptheijns            | details |
| 15/10/2017 | Cyclocross Zonhoven, Zonhoven         | C1   | Maud Kaptheijns | Sanne Cant             | Nikki Brammeier   | Maud Kaptheijns            | details |
| 21/10/2017 | Niels Albert CX, Boom                 | C2   | Maud Kaptheijns | Sanne Cant             | Annemarie Worst   | Maud Kaptheijns            | details |
| 29/10/2017 | Cyclocross Ruddervoorde, Ruddervoorde | C1   | Maud Kaptheijns | Lucinda Brand          | Sanne Cant        | Maud Kaptheijns            | details |
| 12/11/2017 | Cyclocross Asper-Gavere, Gavere       | C1   | Ellen Van Loy   | Nikki Brammeier        | Kim Van de Steene | Maud Kaptheijns            | details |
| 30/12/2017 | Cyclocross Diegem, Diegem             | C1   | Sanne Cant      | Pauline Ferrand-Prévot | Maud Kaptheijns   | Maud Kaptheijns            | details |
| 11/02/2018 | Vlaamse Aardbeiencross, Hoogstraten   | C1   | Sanne Cant      | Maud Kaptheijns        | Helen Wyman       | Sanne Cant                 | details |
| 17/02/2018 | Noordzeecross, Middelkerke            | C1   | Sanne Cant      | Maud Kaptheijns        | Laura Verdonschot | Sanne Cant                 | details |

### Eindstand
| Pos. | Renster                    | Team                       | GIE | ZON | BOO | RUD | GAV | DIE | HOO | MID | Punten |
| ---- | -------------------------- | -------------------------- | --- | --- | --- | --- | --- | --- | --- | --- | ------ |
| 1    | Sanne Cant                 | Beobank-Corendon           | 6   | 2   | 2   | 3   | 5   | 1   | 1   | 1   | 107    |
| 2    | Maud Kaptheijns            | Veranda's Willems-Crelan   | 1   | 1   | 1   | 1   | 12  | 3   | 2   | 2   | 105    |
| 3    | Annemarie Worst            | ERA-Circus                 | 7   | 4   | 3   | 4   | 9   | 8   | 5   | 11  | 77     |
| 4    | Nikki Brammeier            | Boels Dolmans Cycling Team | 2   | 3   | DNF | DNF | 2   | 5   | 8   | 10  | 66     |
| 5    | Ellen Van Loy              | Telenet-Fidea Lions        | DNF | 5   | 4   | 5   | 1   | 15  | 11  | 7   | 64     |
| 6    | Alice Maria Arzuffi        | Steylaerts Cycloteam       | 9   | 6   | 5   | 13  | 4   | 11  | 6   | DNF | 58     |
| 7    | Laura Verdonschot          | Marlux-Napoleon Games      | DNF | 9   | 12  | 6   | 13  | 4   | 15  | 3   | 50     |
| 8    | Elle Anderson              | Canyon-SRAM                | 4   | 10  | 14  | 11  | 11  | 6   | 9   | 13  | 50     |
| 9    | Kim Van De Steene          | Tarteletto-Isorex          | –   | –   | 7   | 7   | 3   | –   | 7   | 6   | 50     |
| 10   | Ceylin del Carmen Alvarado | Beobank-Corendon           | 12  | 8   | –   | 8   | –   | –   | 4   | 4   | 44     |

 Cyclocross Gieten · 
 Cyclocross Zonhoven · 
 Niels Albert CX · 
 Cyclocross Ruddervoorde · 
 Cyclocross Asper-Gavere · 
 Cyclocross Diegem · 
 Vlaamse Aardbeiencross · 
 Noordzeecross
Kampioenschappen:  Wereldkampioenschappen ·
 Europese kampioenschappen ·
 Belgische kampioenschappen ·
 Nederlandse kampioenschappen
Klassementen:  Wereldbeker ·
 Superprestige ·
 DVV Verzekeringen/IJsboerke Trofee ·
 EKZ CrossTour ·
 TOI TOI Cup ·
 Coupe de France ·
 Copa de España ·
 New England Series ·
 US Cup
Overig:  Brico Cross ·
 Soudal Classics
Geen UCI-cat.:  Giro d'Italia Ciclocross
1982-1983 · 1983-1984 · 1984-1985 · 1985-1986 · 1986-1987 · 1987-1988 · 1988-1989 · 1989-1990 · 1990-1991 · 1991-1992 · 1992-1993 · 1993-1994 · 1994-1995 · 1995-1996 · 1996-1997 · 1997-1998 · 1998-1999 · 1999-2000 · 2000-2001 · 2001-2002 · 2002-2003 · 2003-2004 · 2004-2005 · 2005-2006 · 2006-2007 · 2007-2008 · 2008-2009 · 2009-2010 · 2010-2011 · 2011-2012 · 2012-2013 · 2013-2014 · 2014-2015 · 2015-2016 · 2016-2017 · 2017-2018 · 2018-2019 · 2019-2020 · 2020-2021 · 2021-2022 · 2022-2023 · 2023-2024 · 2024-2025